# Tượng thần Vệ Nữ
Tượng thần Vệ Nữ thành Milo (tiếng Pháp: Venus de Milo) là một pho tượng bán khỏa thân cụt hai tay, được tìm thấy vào năm 1820 ở đảo Milos (Hy Lạp) nên được đặt tên là Milo. Pho tượng được cho là có niên đại vào khoảng 130 TCN, khắc họa Venus, vị nữ thần tình yêu và sắc đẹp Hy Lạp.
Tượng được tạc bằng đá cẩm thạch trắng, cao khoảng 2,04 mét, thể hiện cân đối, tràn đầy sức sống của nữ thần với lớp vải quấn mềm mại rủ xuống từ ngang hông.
Việc thiếu đôi tay là đặc điểm nổi bật nhất của bức tượng Vệ nữ Milo. Đã có rất nhiều nhà điêu khắc thử tạo những phương án khác nhau để hoàn thiện đôi tay cho nữ thần nhưng vẫn chưa có được phương án hợp lý cho bức tượng bởi vậy cho đến nay bức tượng vẫn ở trong trạng thái như ban đầu.
Là một di sản của nền văn minh Hy Lạp cổ đại, tượng thần nữ Milo được coi là một trong những tác phẩm điêu khắc cổ điển đẹp nhất thế giới.

## Giải thích
Tượng có niên đại khoảng năm 130 TCN. Dù niên đại này khá muộn, nó tổng hợp các phong cách điêu khắc cổ điển Hy Lạp. Hiện vẫn chưa biết chính xác bức tượng này, theo nguyên bản, thể hiện khía cạnh nào của thần Vệ nữ. Thông thường mọi người cho rằng tượng khắc hoạ Venus Victrix đang giữ một quả táo vàng do Paris thành Troia đưa (xem thêm Sự phán xử của Paris). Đây cũng có thể là nguồn gốc cách đặt tên kiểu chơi chữ hòn đảo Milos, có nghĩa là "quả táo" trong tiếng Hy Lạp. Một mảnh của cánh tay với quả táo đã được tìm thấy gần bức tượng và được cho là cánh tay nguyên bản của tượng. Sau khi bức tượng được tìm thấy, nhiều người đã tìm cách khôi phục dáng bộ nguyên thủy, dù vậy vẫn chưa mang lại thành công. (Một bản vẽ của Adolf Furtwängler về đề xuất dáng vẻ nguyên thủy của bức tượng có trong một bài viết của Kousser.)

## Khám phá và tiếng đồn

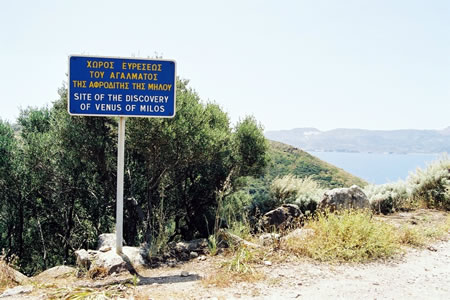
Nơi Tượng thần vệ nữ Milo được phát hiện trên đảo Milos, Hy Lạp

Bức tượng được một người nông dân tên là Yorgos Kentrotas tìm thấy trong tình trạng rời làm hai mảnh năm 1820 trên đảo Milos, cũng được gọi là Melos hay Milo, ở Aegae. Ông giấu bức tượng nhưng sau này các quan chức người Thổ Nhĩ Kỳ đã tìm ra và tịch thu. Một sĩ quan hải quân Pháp, Jules Dumont d'Urville, phát hiện vẻ đẹp của tượng và dàn xếp vụ mua bán cùng Đại sứ Pháp tại Thổ Nhĩ Kỳ, Marquis de Riviere. Sau khi phục chế, bức tượng được mang giới thiệu cho vua Louis XVIII năm 1821. Cuối cùng nhà vua cho đặt tượng tại bảo tàng Louvre ở Paris, nơi bức tượng vẫn được trưng bày đến ngày nay.
Sự nổi tiếng của bức tượng trong thế kỷ 19 không đơn thuần vì vẻ đẹp của nó mà còn vì những nỗ lực quảng bá mạnh của chính quyền Pháp. Năm 1815 Pháp trả lại bức tượng Medici Venus cho Ý sau khi bức tượng bị Napoléon Bonaparte cướp đoạt đem về nước. Tượng thần Vệ nữ được coi là một trong những tác phẩm điêu khắc cổ điển đẹp nhất còn tồn tại khiến người Pháp càng bỏ công quảng cáo bức tượng Vệ nữ Milo là tuyệt tác hơn so với bức tượng họ vừa mất trước đó. Tượng được các nghệ sĩ và các nhà phê bình ca ngợi, họ coi đó là biểu tượng của vẻ đẹp duyên dáng của phụ nữ; tuy nhiên, Pierre-Auguste Renoir rõ ràng không theo trào lưu chung khi cho rằng nó giống như một "tên sen đầm" (gendarme).

## Thư viện hình

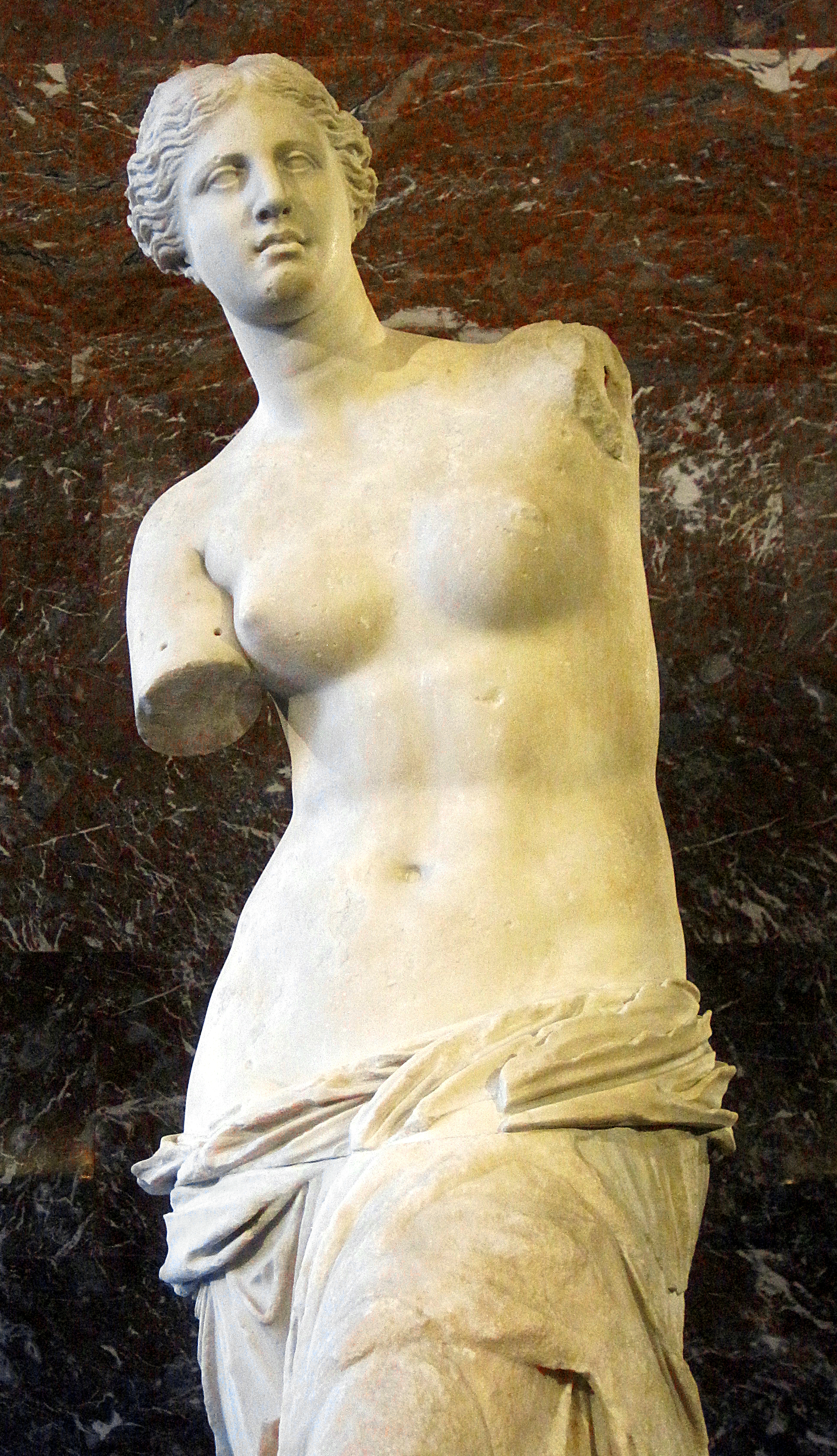
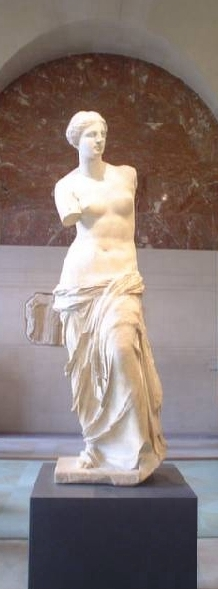
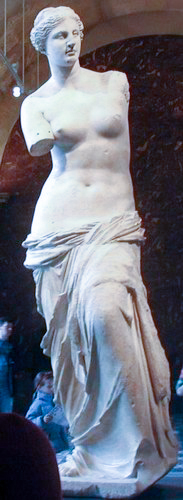
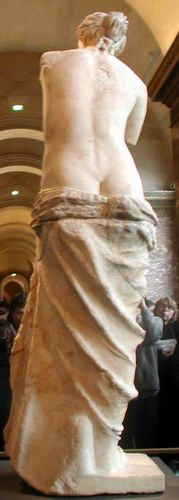
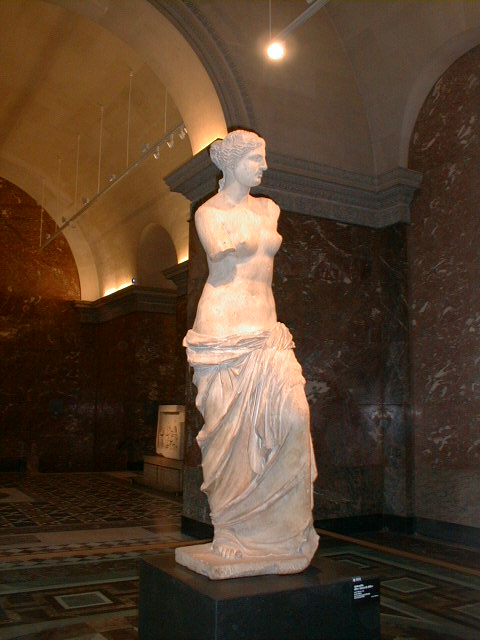
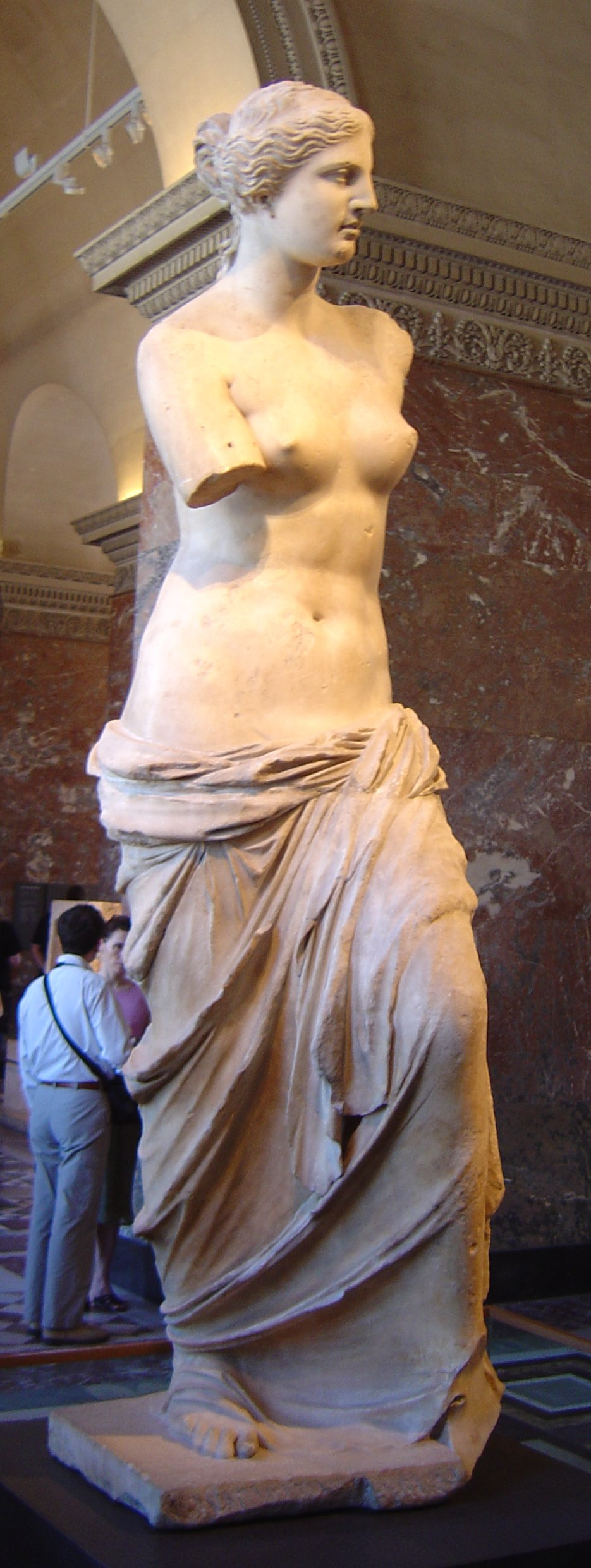
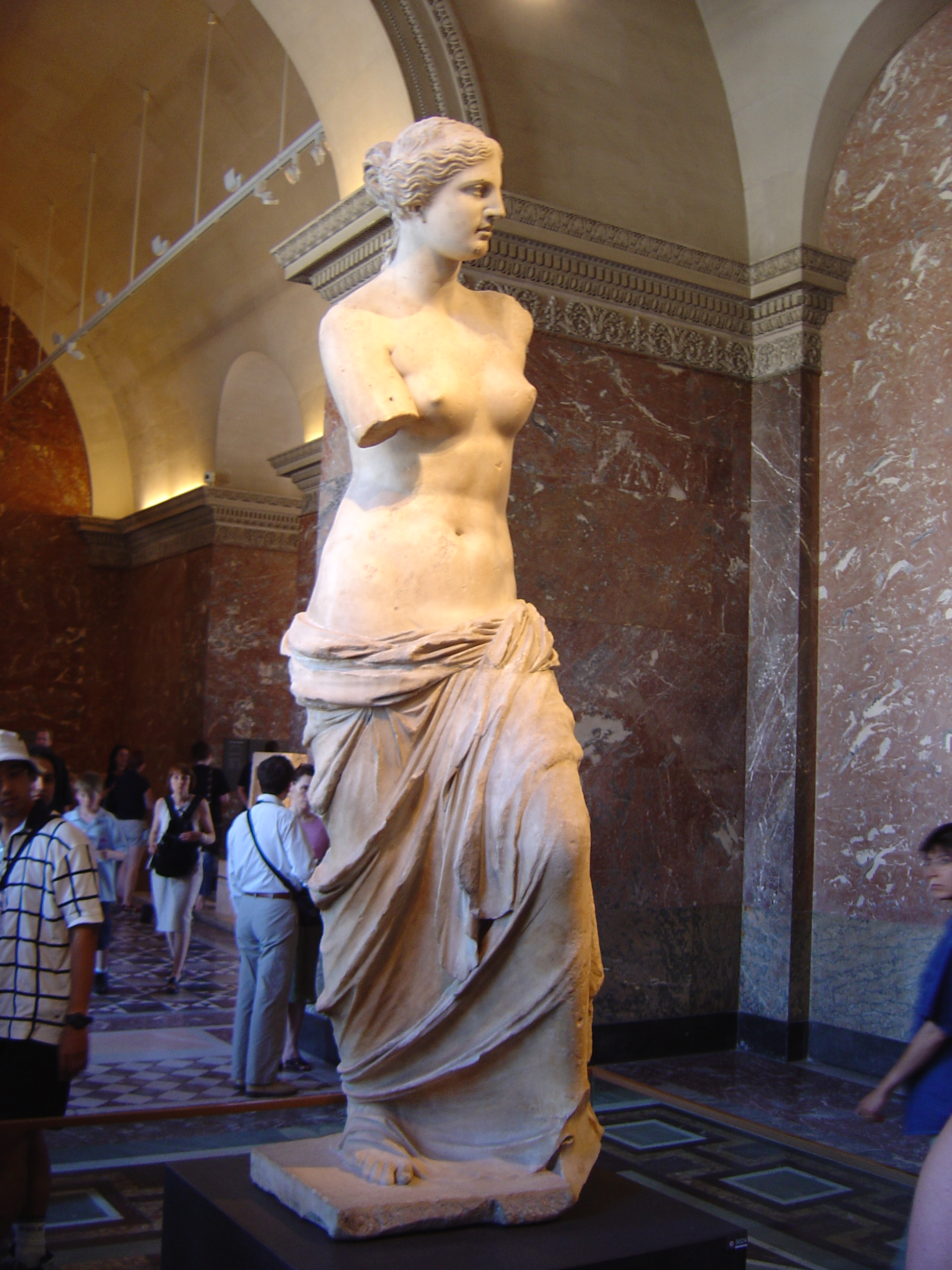
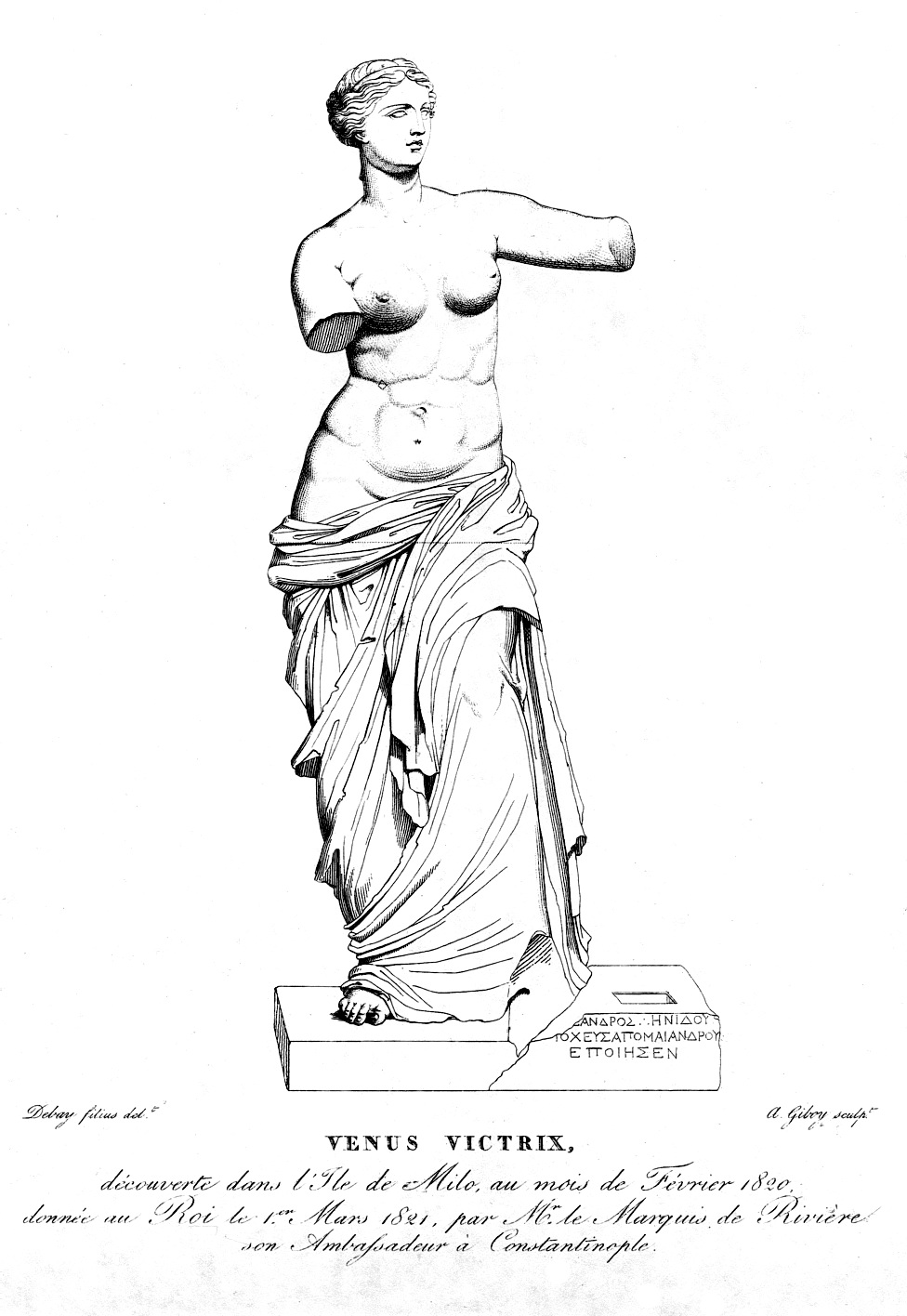
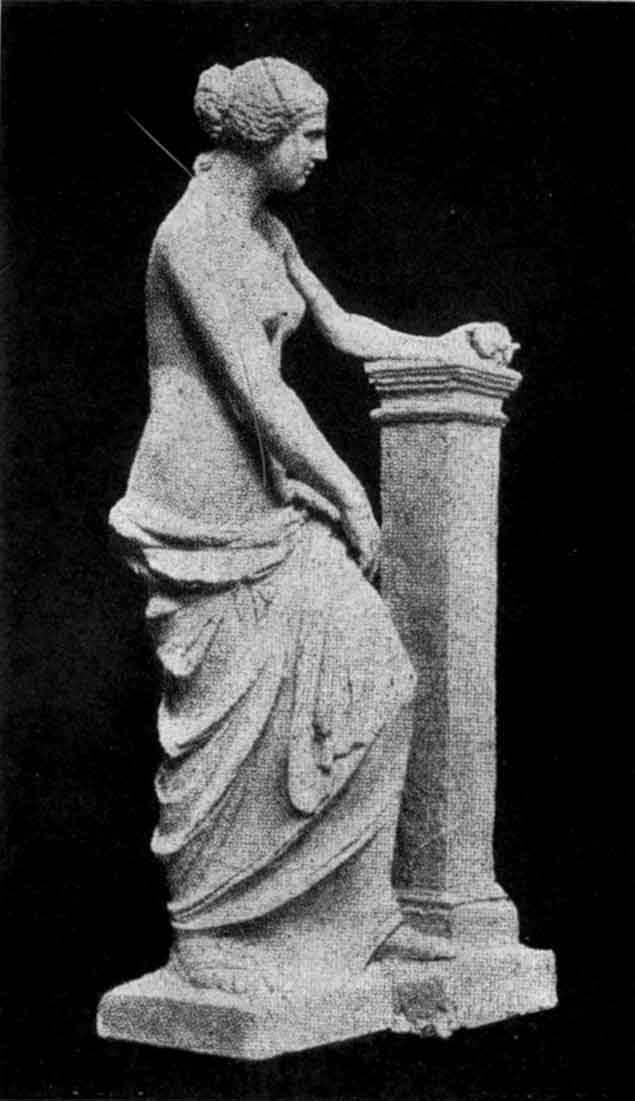
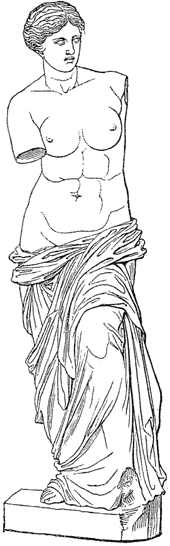
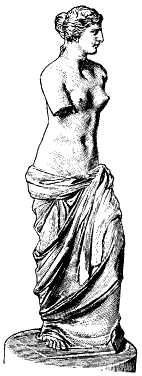